# Rui Costa (football)
Pour les articles homonymes, voir Rui Costa et Costa.
Rui Costa, de son nom complet Rui Manuel César Costa, né le 29 mars 1972 à Lisbonne au Portugal, est un ancien footballeur international portugais, devenu dirigeant.
Depuis octobre 2021, il est le 34e président du SL Benfica.
Il est cité parmi les plus grands joueurs de football portugais et listé dans le FIFA 100, un classement conjoint de Pelé et de la Fédération internationale de football association (FIFA) des 125 meilleurs joueurs mondiaux vivants en 2004.
Rui Costa fut un joueur doté d'une grande qualité de passe, d'une technique au-dessus de la moyenne et d'une frappe hors norme. Il était capable de tirer n'importe quel coup de pied arrêté. Seul manque à son palmarès un titre avec l'équipe pro du Portugal malgré une génération dorée. Véritable artiste du football, ce meneur de jeu s'est illustré auprès de Luís Figo, João Pinto et Vítor Baía dans les catégories jeunes du Portugal. 

## Biographie

### Carrière de joueur (1990-2008)

#### SL Benfica (1990-1994)
Révélé au SL Benfica à partir de 1990, Rui Costa brille en sélection, notamment en remportant la Coupe du monde des moins de 20 ans en 1991. Une année plus tard, il brille de nouveau, en remportant le Festival International Espoirs de Toulon. Outre le titre de vainqueur, il s'empare également du titre de meilleur joueur et de celui de meilleur buteur. Il connaît le 31 mars 1993 sa première sélection face à la Suisse à Berne (1-1 score final). 

#### ACF Fiorentina (1994-2001)
Transféré à la Fiorentina en 1994, il dispute son premier match en Serie A face au Genoa le 11 septembre 1994. Il forme dès lors un duo d'attaque redoutable avec l'avant-centre argentin Gabriel Batistuta, en délivrant notamment de nombreuses passes à Batigol et se distingue comme l'un des meilleurs joueurs du Calcio durant la fin des années 1990.

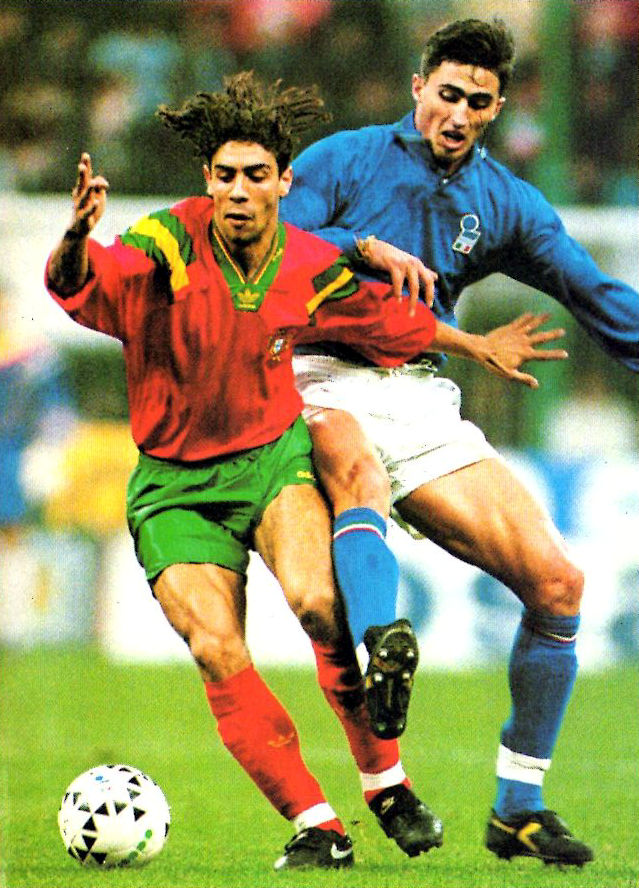
Rui Costa avec le maillot de l'équipe portugaise (FPF) contre l'équipe d'Italie.

Lors des qualifications pour la Coupe du monde 1998, lors de l'avant dernière journée de la phase de qualification face à l'Allemagne, il obtient le seul carton rouge de sa carrière pour des raisons polémiques. À la 76e minute, le sélectionneur Artur Jorge décide de remplacer Rui Costa averti d'un carton jaune. Voyant que le Portugais met du temps à exécuter sa sortie, l'arbitre français Marc Batta décide de lui donner un second carton jaune et de l'exclure. En fin de rencontre, l'équipe allemande, en supériorité numérique, égalise, condamnant le Portugal à la troisième place du groupe non qualificative.

#### AC Milan puis fin de carrière au Portugal (2001-2008)
Rui Costa termine sa carrière au club qui l'a formé, le SL Benfica, après ses passages à la Fiorentina, dont il est devenu capitaine, et au Milan AC, qui débourse 43,4 millions d'euros pour l'acquérir en 2001, associé à un salaire annuel de 5 millions d'euros.

Lors de son retour au club, le président du SL Benfica a même avoué: « Il m'a demandé de lui donner un contrat à blanc et m'a dit que je n'aurai qu'à décider combien nous voulions lui donner ». 

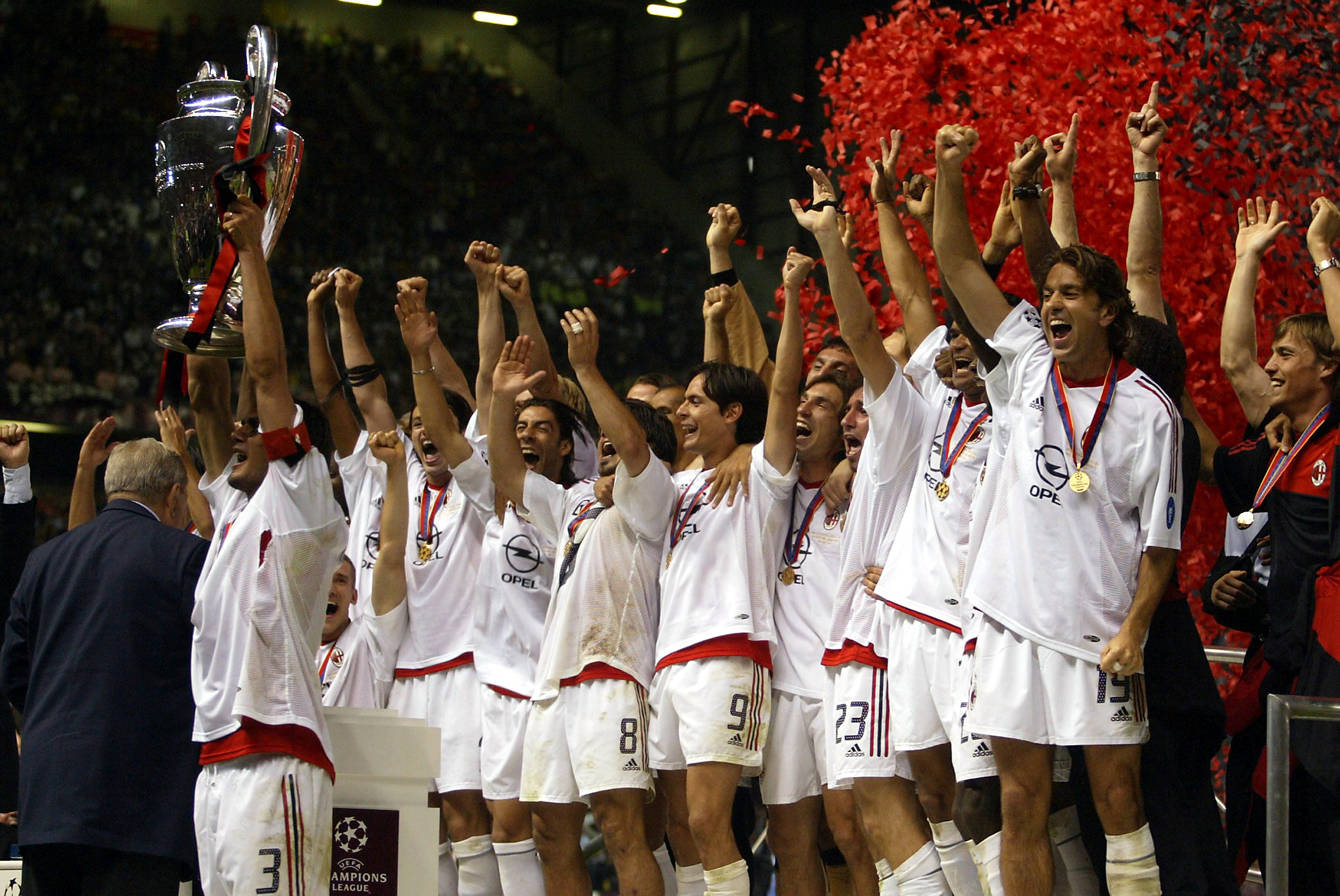
Le Milan AC et Rui Costa soulèvent la ligue des champions

Lors de la Coupe du monde 2002, Rui Costa s'illustre en inscrivant un but face à la Pologne au premier tour. Il récidive lors de l'Euro 2004 où il marque deux buts : face à la Russie au premier tour et face à l'Angleterre en quart de finale. 

### Directeur sportif et présidence du Benfica
Après avoir raccroché les crampons en 2008, il occupe les fonctions de directeur sportif au SL Benfica, chargé notamment du recrutement. 
Le 9 octobre 2021, Rui Costa est élu président du SL Benfica.

## Statistiques

### Statistiques détaillées
Ce tableau résume les statistiques en carrière de Rui Costa,.
| Saison                | Club                  | Championnat           | Championnat | Championnat | Championnat | Coupe(s) nationale(s) | Coupe(s) nationale(s) | Coupe(s) nationale(s) | Supercoupe | Supercoupe | Supercoupe | Compétition(s) continentale(s) | Compétition(s) continentale(s) | Compétition(s) continentale(s) | Compétition(s) continentale(s) | Supercoupe UEFA | Supercoupe UEFA | Supercoupe UEFA | Coupe Intercontinentale | Coupe Intercontinentale | Coupe Intercontinentale | Portugal | Portugal | Portugal | Total | Total | Total |
| Saison                | Club                  | Division              | M.          | B.          | P.d.        | M.                    | B.                    | P.d.                  | M.         | B.         | P.d.       | Comp.                          | M.                             | B.                             | P.d.                           | M.              | B.              | P.d.            | M.                      | B.                      | P.d.                    | M.       | B.       | P.d.     | M.    | B.    | P.d.  |
| 1991-1992             | Benfica               | D1                    | 21          | 4           | -           | 3                     | 0                     | -                     | 1          | 0          | -          | C1                             | 7                              | 0                              | 1                              | -               | -               | -               | -                       | -                       | -                       | -        | -        | -        | 32    | 4     | 1     |
| 1992-1993             | Benfica               | D1                    | 23          | 4           | -           | 4                     | 1                     | -                     | 1          | 0          | -          | C3                             | 4                              | 0                              | 1                              | -               | -               | -               | -                       | -                       | -                       | 3        | 1        | -        | 35    | 6     | 1     |
| 1993-1994             | Benfica               | D1                    | 34          | 5           | -           | 3                     | 1                     | -                     | 2          | 0          | -          | C2                             | 8                              | 4                              | 4                              | -               | -               | -               | -                       | -                       | -                       | 5        | 1        | -        | 52    | 11    | 4     |
| Sous-total            | Sous-total            | Sous-total            | 78          | 13          | -           | 10                    | 2                     | -                     | 4          | 0          | -          | -                              | 19                             | 4                              | 6                              | -               | -               | -               | -                       | -                       | -                       | 8        | 2        | -        | 119   | 21    | 6     |
| 1990-1991             | AD Fafe (prêt)        | D2                    | 38          | 6           | -           | -                     | -                     | -                     | -          | -          | -          | -                              | -                              | -                              | -                              | -               | -               | -               | -                       | -                       | -                       | -        | -        | -        | 38    | 6     | 0     |
| Sous-total            | Sous-total            | Sous-total            | 38          | 6           | -           | -                     | -                     | -                     | -          | -          | -          | -                              | -                              | -                              | -                              | -               | -               | -               | -                       | -                       | -                       | -        | -        | -        | 38    | 6     | 0     |
| 1994-1995             | ACF Fiorentina        | Serie A               | 31          | 9           | 5           | 4                     | 0                     | 0                     | -          | -          | -          | -                              | -                              | -                              | -                              | -               | -               | -               | -                       | -                       | -                       | 7        | 1        | 2        | 42    | 10    | 7     |
| 1995-1996             | ACF Fiorentina        | Serie A               | 34          | 4           | 8           | 7                     | 2                     | 2                     | -          | -          | -          | -                              | -                              | -                              | -                              | -               | -               | -               | -                       | -                       | -                       | 11       | 4        | 1        | 52    | 10    | 11    |
| 1996-1997             | ACF Fiorentina        | Serie A               | 28          | 2           | 3           | 1                     | 0                     | 0                     | 1          | 0          | 0          | C2                             | 8                              | 0                              | 2                              | -               | -               | -               | -                       | -                       | -                       | 7        | 1        | 0        | 45    | 3     | 5     |
| 1997-1998             | ACF Fiorentina        | Serie A               | 32          | 3           | 3           | 5                     | 2                     | 0                     | -          | -          | -          | -                              | -                              | -                              | -                              | -               | -               | -               | -                       | -                       | -                       | 2        | 0        | 0        | 39    | 5     | 3     |
| 1998-1999             | ACF Fiorentina        | Serie A               | 31          | 10          | 9           | 7                     | 4                     | 3                     | -          | -          | -          | C3                             | 1                              | 0                              | 0                              | -               | -               | -               | -                       | -                       | -                       | 11       | 7        | 4        | 50    | 21    | 16    |
| 1999-2000             | ACF Fiorentina        | Serie A               | 30          | 4           | 9           | 4                     | 0                     | 1                     | -          | -          | -          | C1                             | 14                             | 2                              | 2                              | -               | -               | -               | -                       | -                       | -                       | 12       | 3        | 3        | 60    | 9     | 15    |
| 2000-2001             | ACF Fiorentina        | Serie A               | 29          | 6           | 8           | 7                     | 2                     | 4                     | -          | -          | -          | C3                             | 2                              | 0                              | 0                              | -               | -               | -               | -                       | -                       | -                       | 9        | 2        | 4        | 47    | 10    | 16    |
| Sous-total            | Sous-total            | Sous-total            | 215         | 38          | 45          | 35                    | 10                    | 10                    | 1          | 0          | 0          | -                              | 25                             | 2                              | 4                              | -               | -               | -               | -                       | -                       | -                       | 59       | 18       | 14       | 335   | 68    | 73    |
| 2001-2002             | Milan AC              | Serie A               | 22          | 0           | 8           | 1                     | 0                     | 2                     | -          | -          | -          | C3                             | 10                             | 3                              | 1                              | -               | -               | -               | -                       | -                       | -                       | 6        | 1        | 1        | 39    | 4     | 12    |
| 2002-2003             | Milan AC              | Serie A               | 25          | 0           | 5           | 5                     | 1                     | 4                     | -          | -          | -          | C1                             | 18                             | 0                              | 5                              | -               | -               | -               | -                       | -                       | -                       | 9        | 1        | 0        | 57    | 2     | 14    |
| 2003-2004             | Milan AC              | Serie A               | 28          | 3           | 7           | 4                     | 0                     | 1                     | 1          | 0          | 0          | C1                             | 6                              | 0                              | 1                              | 1               | 0               | 1               | 1                       | 0                       | 0                       | 15       | 4        | 1        | 56    | 7     | 11    |
| 2004-2005             | Milan AC              | Serie A               | 24          | 1           | 2           | 4                     | 0                     | 0                     | 1          | 0          | 0          | C1                             | 9                              | 0                              | 1                              | -               | -               | -               | -                       | -                       | -                       | -        | -        | -        | 38    | 1     | 3     |
| 2005-2006             | Milan AC              | Serie A               | 25          | 0           | 3           | 3                     | 3                     | 4                     | -          | -          | -          | C1                             | 4                              | 0                              | 0                              | -               | -               | -               | -                       | -                       | -                       | -        | -        | -        | 32    | 3     | 7     |
| Sous-total            | Sous-total            | Sous-total            | 124         | 4           | 25          | 17                    | 4                     | 11                    | 2          | 0          | 0          | -                              | 47                             | 3                              | 8                              | 1               | 0               | 1               | 1                       | 0                       | 0                       | 30       | 6        | 2        | 222   | 17    | 47    |
| 2006-2007             | Benfica               | D1                    | 14          | 0           | 3           | 3                     | 0                     | 1                     | -          | -          | -          | C1+C3                          | 2+3                            | 1+0                            | 0+2                            | -               | -               | -               | -                       | -                       | -                       | -        | -        | -        | 22    | 1     | 6     |
| 2007-2008             | Benfica               | D1                    | 29          | 5           | 5           | 4                     | 3                     | 0                     | -          | -          | -          | C1+C3                          | 8+4                            | 2+0                            | 0+1                            | -               | -               | -               | -                       | -                       | -                       | -        | -        | -        | 45    | 10    | 6     |
| Sous-total            | Sous-total            | Sous-total            | 43          | 5           | 8           | 7                     | 3                     | 1                     | -          | -          | -          | -                              | 17                             | 3                              | 3                              | -               | -               | -               | -                       | -                       | -                       | -        | -        | -        | 67    | 11    | 12    |
| Total sur la carrière | Total sur la carrière | Total sur la carrière | 498         | 66          | 78          | 69                    | 19                    | 22                    | 7          | 0          | 0          | -                              | 108                            | 12                             | 21                             | 1               | 0               | 1               | 1                       | 0                       | 0                       | 94       | 26       | 16       | 778   | 123   | 138   |

### Buts en sélection
| Buts en sélection de Rui Costa | Buts en sélection de Rui Costa | Buts en sélection de Rui Costa       | Buts en sélection de Rui Costa | Buts en sélection de Rui Costa | Buts en sélection de Rui Costa | Buts en sélection de Rui Costa          |
| #                              | Date                           | Lieu                                 | Adversaire                     | Score                          | Résultats                      | Compétitions                            |
| ------------------------------ | ------------------------------ | ------------------------------------ | ------------------------------ | ------------------------------ | ------------------------------ | --------------------------------------- |
| 1                              | 19 juin 1993                   | Estádio do Bessa, Porto              | Malte                          | 2-0                            | 4-0                            | Éliminatoires de la Coupe du monde 1994 |
| 2                              | 5 septembre 1993               | Stade de Kadriorg, Tallinn           | Estonie                        | 1-0                            | 2-0                            | Éliminatoires de la Coupe du monde 1994 |
| 3                              | 7 septembre 1994               | Windsor Park, Belfast                | Irlande du Nord                | 1-0                            | 2-1                            | Éliminatoires Euro 1996                 |
| 4                              | 15 août 1995                   | Sportpark Eschen-Mauren, Eschen      | Liechtenstein                  | 3-0                            | 7-0                            | Éliminatoires Euro 1996                 |
| 5                              | 15 août 1995                   | Sportpark Eschen-Mauren, Eschen      | Liechtenstein                  | 6-0                            | 7-0                            | Éliminatoires Euro 1996                 |
| 6                              | 15 septembre 1995              | Estádio da Luz, Lisbonne             | République d'Irlande           | 1-0                            | 3-0                            | Éliminatoires Euro 1996                 |
| 7                              | 24 janvier 1996                | Parc des Princes, Paris              | France                         | 1-2                            | 2-3                            | Match amical                            |
| 8                              | 9 octobre 1996                 | Stade Qemal Stafa, Tirana            | Albanie                        | 3-0                            | 3-0                            | Éliminatoires de la Coupe du monde 1998 |
| 9                              | 19 août 1998                   | Estádio de São Miguel, Ponta Delgada | Mozambique                     | 1-0                            | 2-1                            | Match amical                            |
| 10                             | 19 août 1998                   | Estádio de São Miguel, Ponta Delgada | Mozambique                     | 2-0                            | 2-1                            | Match amical                            |
| 11                             | 6 septembre 1998               | Stade Ferenc Puskás, Budapest        | Hongrie                        | 3-1                            | 3-1                            | Éliminatoires Euro 2000                 |
| 12                             | 31 mars 1999                   | Sportpark Eschen-Mauren, Eschen      | Liechtenstein                  | 1-0                            | 5-0                            | Éliminatoires Euro 2000                 |
| 13                             | 31 mars 1999                   | Sportpark Eschen-Mauren, Eschen      | Liechtenstein                  | 5-0                            | 5-0                            | Éliminatoires Euro 2000                 |
| 14                             | 9 juin 1999                    | Estádio Cidade de Coimbra, Coimbra   | Liechtenstein                  | 7-0                            | 8-0                            | Éliminatoires Euro 2000                 |
| 15                             | 9 juin 1999                    | Estádio Cidade de Coimbra, Coimbra   | Liechtenstein                  | 8-0                            | 8-0                            | Éliminatoires Euro 2000                 |
| 16                             | 18 août 1999                   | Estádio Nacional, Lisbonne           | Andorre                        | 1-0                            | 4-0                            | Match amical                            |
| 17                             | 9 octobre 1999                 | Estádio da Luz, Lisbonne             | Hongrie                        | 1-0                            | 3-0                            | Éliminatoires Euro 2000                 |
| 18                             | 29 mars 2000                   | Estádio Dr. Magalhães Pessoa, Leiria | Danemark                       | 1-1                            | 2-1                            | Match amical                            |
| 19                             | 16 août 2000                   | Estádio do Fontelo, Viseu            | Lituanie                       | 3-1                            | 5-1                            | Match amical                            |
| 20                             | 3 septembre 2000               | Stade de Kadriorg, Tallinn           | Estonie                        | 1-0                            | 3-1                            | Éliminatoires de la Coupe du monde 2002 |
| 21                             | 10 juin 2002                   | Jeonju World Cup Stadium, Jeonju     | Pologne                        | 4-0                            | 4-0                            | Coupe du monde 2002                     |
| 22                             | 16 octobre 2002                | Ullevi, Göteborg                     | Suède                          | 3-2                            | 3-2                            | Match amical                            |
| 23                             | 11 octobre 2003                | Estádio do Restelo, Lisbonne         | Albanie                        | 3-2                            | 5-3                            | Match amical                            |
| 24                             | 29 mai 2004                    | Estádio Municipal de Águeda, Águeda  | Luxembourg                     | 3-0                            | 3-0                            | Match amical                            |
| 25                             | 16 juin 2004                   | Estádio da Luz, Lisbonne             | Russie                         | 2-0                            | 2-0                            | Euro 2004                               |
| 26                             | 24 juin 2004                   | Estádio da Luz, Lisbonne             | Angleterre                     | 2-1                            | 2-2, 6-5 aux tirs-au-but       | Euro 2004                               |

## Palmarès

### En club
- Vainqueur de la Ligue des Champions en 2003 avec le Milan AC
- Vainqueur de la Supercoupe d'Europe en 2003 avec le Milan AC
- Champion du Portugal en 1994 avec le SL Benfica
- Champion d'Italie en 2004 avec le Milan AC
- Vainqueur de la Coupe du Portugal en 1993 avec le SL Benfica
- Vainqueur de la Coupe d'Italie en 1996, 2001 avec la Fiorentina et en 2003 avec le Milan AC
- Vainqueur de la Supercoupe d'Italie en 1996 avec la Fiorentina
- Finaliste de la Coupe Intercontinentale en 2003 avec le Milan AC
- Finaliste de la Ligue des Champions en 2005 avec le Milan AC

### En sélection nationale
- 94 sélections et 26 buts entre 1993 et 2004
- Vainqueur de la Coupe du monde des moins de 20 ans en 1991 avec les moins des 20 ans
- Vainqueur du Tournoi de Toulon en 1992 avec les espoirs
- Vice-champion d'Europe des nations en 2004
- Vice-champion d'Europe des nations espoirs en 1994 avec les espoirs

### Distinctions individuelles
- Nommé au FIFA 100 en 2004
- Nommé joueur de l'année 2007 du SL Benfica (Benfica Awards)
- Nommé dans l'équipe-type du Championnat d'Europe des Nations en 1996 et en 2000
- Élu meilleur joueur du Tournoi de Toulon en 1992
- Meilleur buteur du Tournoi de Toulon en 1992 (4 buts)
- Co-Meilleur passeur de la Ligue des Champions en 2003